# 土佐 (小惑星)
土佐（とさ、3150 Tosa）は小惑星帯に位置する小惑星である。高知県芸西村の芸西観測所で関勉が発見した。
土佐国にちなんで命名された。